# Commerce (rivière)
Pour les articles homonymes, voir Commerce (homonymie).
Le Commerce ou la rivière du Commerce est une petite rivière normande, dans le département de la Seine-Maritime, affluent droit de la Seine.

## Géographie
Elle prend sa source dans le Pays de Caux, à Bolbec (étymologie boli, prénom nordique, et bec, « ruisseau », en scandinave), puis traverse Gruchet-le-Valasse, dans ce premier secteur, elle est appelée Le Bolbec ou la rivière de Bolbec. Elle arrose ensuite Lillebonne où elle est appelée « le Commerce » puis se jette dans la Seine à Notre-Dame-de-Gravenchon, après un cours de 15,5 km.

## Histoire
Les nombreux moulins qu'elle a animés dans Bolbec ont permis à cette ville d'être un centre textile du coton et du lin très important au XIXe siècle, au point de donner à cette vallée le surnom de Vallée d'Or.

## Galerie

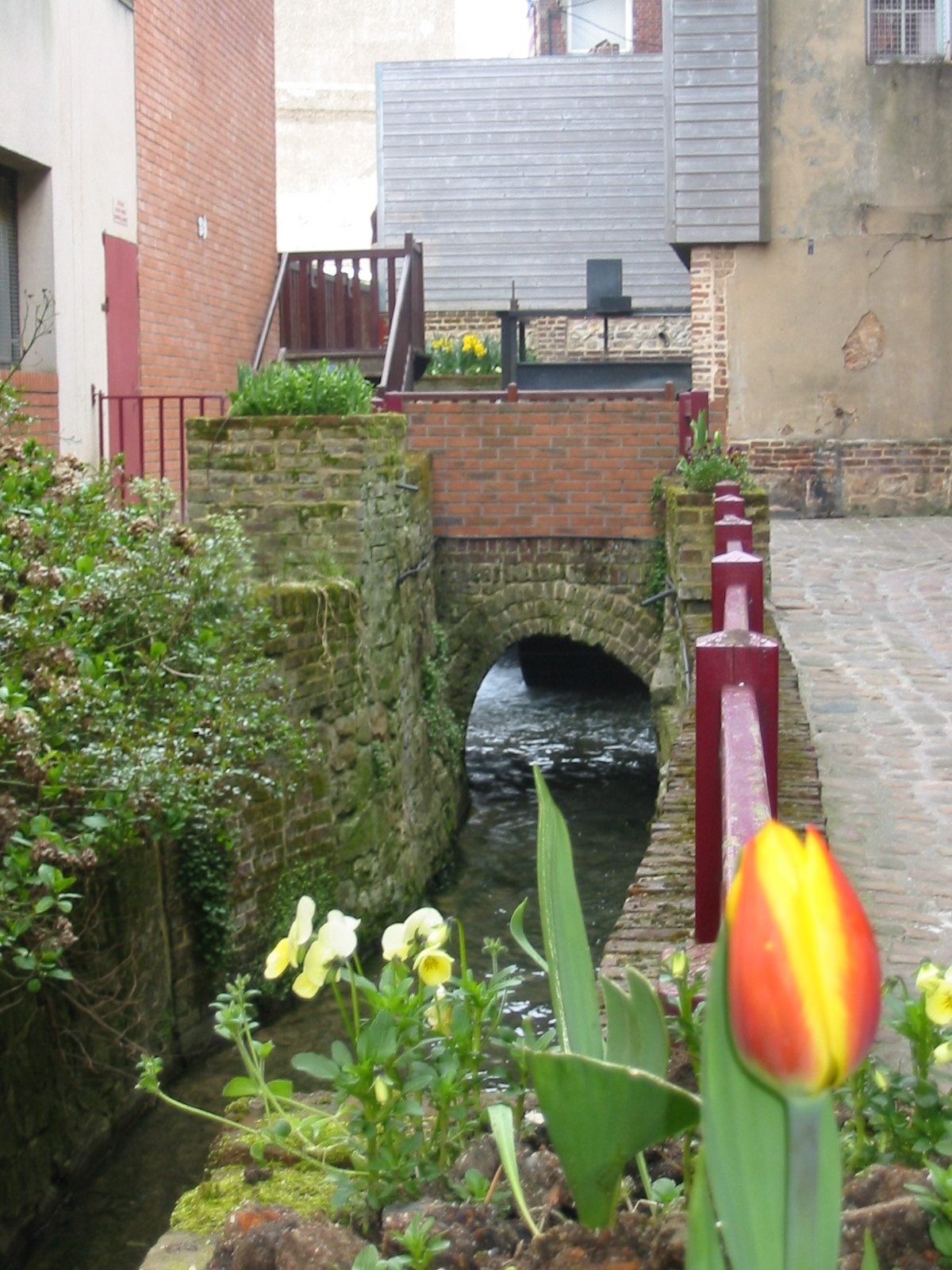
Le Bolbec ruelle Papavoine à Bolbec.
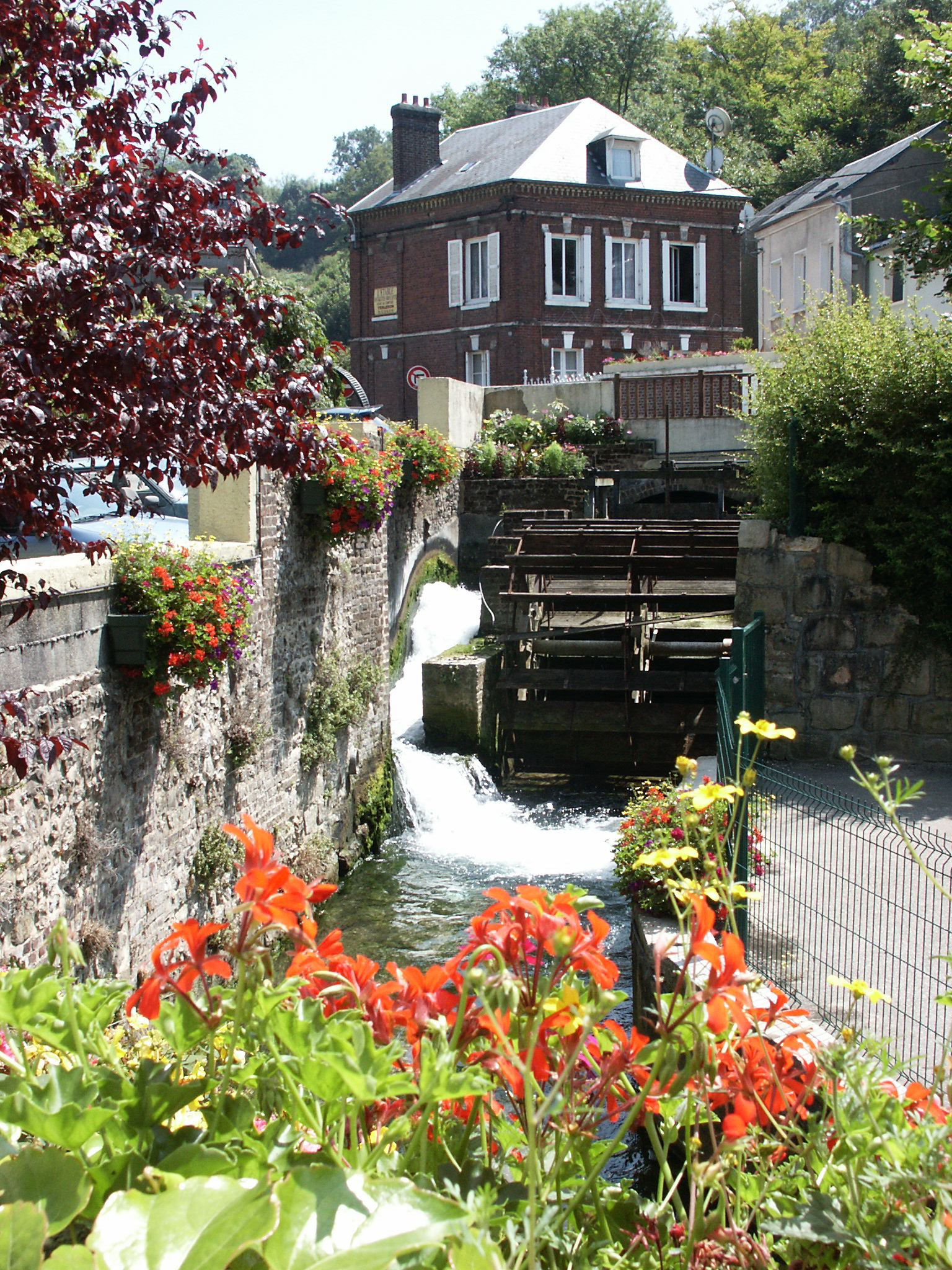
Le Bolbec au moulin Vallot à Bolbec.